# Carl Kellner
Carl Kellner (Viena, 1 de setembro de 1851 – 7 de junho de 1905) era químico e foi o fundador do Ordo Templi Orientis (OTO).

## Ordo Templi Orientis(OTO)
O pai da Ordo Templi Orientis foi Carl Kellner, que a fundou no começo do século vinte. Ele e o Dr. Franz Hartmann colaboraram com o desenvolvimento da 'ligno-sulphite' como inalação terapêutica para a tuberculose, a qual esteve na base do tratamento do sanatório em Hartmann próximo a Saltzburg. Durante o curso de seus estudos, Kellner acreditava ter descoberto uma "Chave", que oferecia uma explicação clara para todo o complexo simbolismo da Maçonaria, e abria os mistérios profundos da Natureza. Kellner desenvolveu o desejo de formar uma Academia Maçonica que permitiria que todos os maçons se familiarizassem  com todos os graus e sistemas existentes na maçonaria.

## Acadêmia Maçonica
Em 1895, Kellner começou a discutir sua ideia de fundar uma Academia Masonica com seu associado Theodor Reuss (Merlin Peregrinus, 28 de junho de 1855 - 28 de outubro de 1923). Durante estas discussões, Kellner decidiu que esta Academia Masonica seria chamada de Ordo Templi Orientis (Ordem Templária Oriental ). O oculto círculo interno desta Ordem (OTO) seria organizado em paralelo com os mais elevados graus maçônicos do rito de Memphis e Mizraim, onde se ensinariam as doutrinas esotéricas e herméticas Rosa -cruzes  da Irmandade da Luz, bem como a dita chave de Kellner para o simbolismo maçônico. Tanto os homens como as mulheres seriam admitidos em todos os graus desta Ordem, mas a  posse de altos graus maçônicos seria um pré-requisito para a admissão no circulo interno da OTO.
Devido à regulamentação da Grand Lodge estabelecida que regia a maçonaria regular, as mulheres não poderiam ser feitas Maçons , dessa forma não poderiam também fazer parte da Ordo Templi Orientis. Este parece ter sido uma das razões para que Kellner e seus associados resolvessem obter controle sobre um dos muitos ritos, ou sistemas, da maçonaria, com fins de reformar o sistema de admissão de mulheres.
As discussões inicias entre Reuss e Kellner não conduziram a nenhum resultado positivo, pois Reuss estava muito envolvido com o renascimento da Ordem dos Illuminati, juntamente com Leopold Engel (1858-1931) de Dresden. Kellner não aprovava o renascimento da Ordem Illuminati de Engel. De acordo com Reuss, após sua separação de Engel em junho 1902, Kellner o contactou e os dois concordaram em prosseguir com a criação da Ordo Templi Orientis , buscando as autorizações para trabalhar com os vários ritos elevados da maçonaria, em especial os ritos de Memphis e Mizraim. Juntos, Reuss e Kellner prepararam um breve manifesto da Ordem em 1903, que foi publicado no ano seguinte O Oriflamme. Kellner faleceu em 7 de junho de 1905.